# Nunatak Mezhgornyj
Der Nunatak Mezhgornyj (englische Transkription von russisch Нунатак Межгорный Nunatak Meschgorny, deutsch ‚Nunatak zwischen Bergen‘) ist ein Nunatak im ostantarktischen Coatsland. Er ragt unmittelbar südöstlich der Skaly Saljut-6 auf.
Russische Wissenschaftler benannten ihn.